# Aeroporto de Geneina
O Aeroporto de Geneina (IATA: EGN, ICAO: HSGN) é um aeroporto localizado na cidade de Geneina, no Sudão. Situado a 1.113 quilômetros da capital do país Cartum.